# Ai yêu Bác Hồ Chí Minh hơn thiếu niên nhi đồng
Ai yêu Bác Hồ Chí Minh hơn thiếu niên nhi đồng là một ca khúc viết cho thiếu nhi của nhạc sĩ Phong Nhã. Bài hát này được ra đời vào cuối năm 1945 với nội dung thể hiện tình cảm của thiếu nhi Việt Nam với Chủ tịch Hồ Chí Minh.

## Bối cảnh và sáng tác
Năm 1945, Phong Nhã là quản ca kiêm phụ trách nghi thức Đội, chưa phải là nhạc sĩ chuyên nghiệp. Ông nhìn thấy Chủ tịch Hồ Chí Minh lần đầu khi được giao nhiệm vụ dắt các em thiếu nhi tham gia cuộc họp tại Quảng trường Ba Đình, nghe đọc Tuyên ngôn Độc lập ngày 2 tháng 9 năm 1945. Ông đã sáng tác ca khúc trên quãng đường từ Cung Thiếu nhi Hà Nội về nhà riêng vào cuối năm.
Ông cho biết cảm xúc được tận mắt trông thấy lãnh tụ Hồ Chí Minh trên đường phố đã giúp ông viết nên ca khúc với giai điệu "tha thiết, thành kính, tin tưởng." Về phần âm nhạc, tác phẩm được sáng tác ở nhịp 2
4 và được viết ở giọng Rê thứ với nhịp điệu vừa phải, tha thiết. Ca khúc có nội dung là tình cảm của thiếu nhi Việt Nam với Chủ tịch Hồ Chí Minh. Trong ca khúc có xuất hiện hình ảnh Hồ Chủ tịch "dáng cao cao, người thanh thanh, mắt như sao, râu hơi dài" được cho là bình dị, gần gũi và gắn liền với tuổi thơ của nhiều thế hệ Việt Nam.
Ca khúc này là sáng tác thứ 3 của ông (sau "Nhanh bước nhanh nhi đồng" và "Kim Đồng") và cũng là bài hát chính thức đưa ông vào lĩnh vực âm nhạc thiếu nhi mà sau này ông gắn bó suốt phần đời còn lại. Ca khúc là một trong những sáng tác đầu tiên cho thiếu nhi sau Cách mạng Tháng Tám. Nhạc sĩ Phong Nhã cũng là một trong những nhạc sĩ đầu tiên viết ca khúc cho thiếu nhi hát trong giai đoạn này.

## Biểu diễn
Ngày 19 tháng 5 năm 1946, nhóm thiếu niên, nhi đồng đã biểu diễn bài hát tại Phủ Chủ tịch. Ngày 17 tháng 5 năm 2015, Hội đồng Đội Trung ương Việt Nam chính thức phát hành MV "Ai yêu Bác Hồ Chí Minh hơn thiếu niên nhi đồng" của nhạc sĩ Phong Nhã với sự tham gia của trên 1500 người, trong đó bao gồm 1250 thiếu nhi cả nước, 50 ca sĩ, nghệ sĩ, diễn viên, người mẫu, MC, người nổi tiếng. Dự án được ca sĩ Minh Quân cùng các văn nghệ sĩ và 1200 thiếu nhi Hà Nội thực hiện trong một tuần. Đã có gần 20 tỉnh tổ chức ghi hình thiếu nhi hát bài "Ai yêu Bác Hồ Chí Minh hơn thiếu niên nhi đồng".

## Đón nhận
Khi ca khúc ra đời, nhiều thiếu niên, nhi đồng ở khắp Việt Nam đã gửi thư tỏ lòng biết ơn nhạc sĩ đã "nói hộ tình cảm" dành cho Hồ Chí Minh. Những bức thư này cùng với tài liệu cá nhân của nhạc sĩ Phong Nhã được giữ tại Trung tâm lưu trữ quốc gia.
"Ai yêu Bác Hồ Chí Minh hơn thiếu niên nhi đồng" là tác phẩm nổi tiếng nhất của ông, được nhiều thế hệ khán giả yêu mến. Ca khúc cũng được xem là một trong những bài hát thiếu nhi hay nhất về Hồ Chí Minh và thiếu nhi Việt Nam. Ca khúc cũng trở thành bài hát truyền thống của phong trào Đội thiếu niên tiền phong Hồ Chí Minh.
Báo Quân đội nhân dân đã nhận xét bài hát "có ca từ rất chân thành, giản dị nhưng sâu sắc, mang tính nghệ thuật cao", đồng thời nhận xét ca khúc sử dụng "ngôn ngữ và bút pháp khiến người nghe không bị ước lệ về không gian và thời gian, lúc nào cũng mang đến cảm giác như vừa mới được sáng tác." Báo Thể thao và Văn hóa nhận xét ca khúc thể hiện tình cảm kính yêu của thiếu nhi Việt Nam với Chủ tịch Hồ Chí Minh bằng giai điệu và lời ca chân thành, giản dị, tha thiết...